# USS Thornback (SS-418)
L'USS Thornback (SS-418), un sous-marin de la classe Tench, était le seul navire de l'United States Navy à porter le nom de Thornack, un genre de requin. Depuis 200, il est un navire-musée visitable au Musée Rahmi M. Koç d' Istanbul, en Turquie.

## Historique
Sa quille a été posée le 5 avril 1944 par le Portsmouth Naval Shipyard à Kittery dans le Maine. Il a été lancé le 7 juillet 1944 parrainé par Mme  Peter K. Fischler et mis en service le 13 octobre par le commandant Ernest P. Abrahamson.
Décommissionné en avril 1946 dans l'United States Navy reserve fleets, le Thornback est converti au Portsmouth Naval Shipyard dans le Programme GUPPY IIA comme l'USS Razorback (SS-394) ou l'USS Threadfin (SS-410). Il a été mis hors service le 1er juillet 1973. Il avait reçu une Service star pour son service durant la Seconde Guerre mondiale.

### Vente à la Turquie
Placé en équipage réduit le 14 avril 1971, le navire est remis à la Marine turque le 1er juillet 1971 et rebaptisé TCG Uluçalireis (S 338) pour l'amiral ottoman Uluç Ali Paşa. Désarmé de la marine américaine à la même date, il a ensuite été radié du Naval Vessel Register de la marine le 1er août 1973.
En 2000, après 28 ans de service dans la marine turque, il a été retiré du service actif. Remis au Musée Rahmi M. Koç, il peut être visité depuis son quai dans la Corne d'Or à Istanbul.

## Galerie

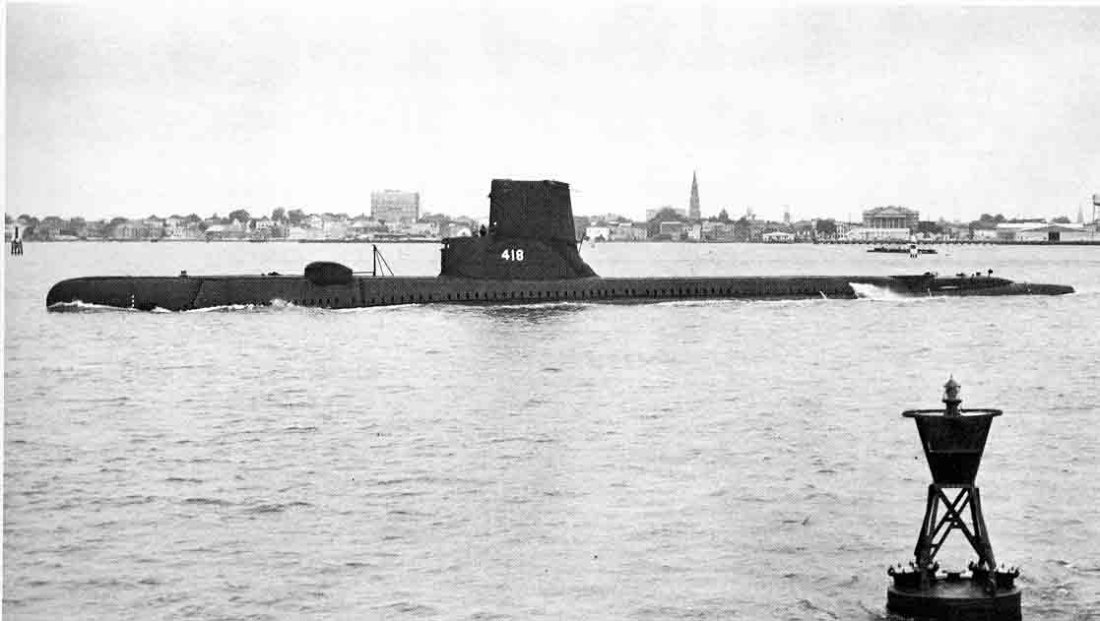
USSThornback en 1956.
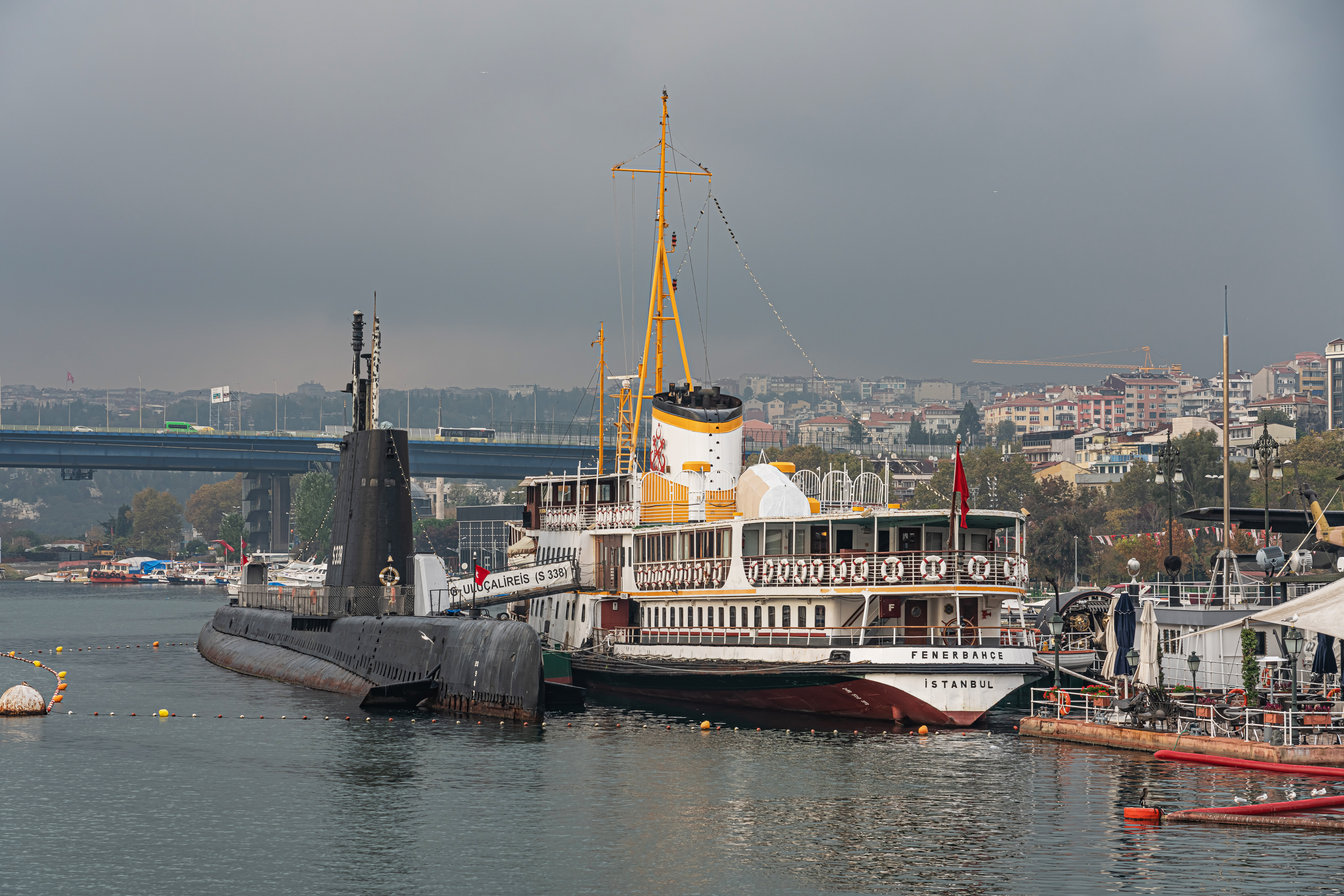
TCG Uluçalireis.